# Josep Maria Sans i Travé
Josep Maria Sans i Travé (Solivella, Conca de Barberà, 1947) és un historiador i arxiver català. Ha estat el director de l'Arxiu Nacional de Catalunya des de 1992 fins al 2015.
Llicenciat en història medieval, ha estat professor de la Universitat de Barcelona entre 1972 i 1980. També ha estat Director tècnic de l'Arxiu Històric de Protocols de Barcelona (1973-80). Des del 1982, va dirigir el Servei de publicacions de la Fundació Noguera. Fou el Cap del Servei d'Arxius de la Generalitat de Catalunya entre 1980 i 1992, i des del 1992, director de l'Arxiu Nacional de Catalunya. El 2003 fou nomenat director
de Patrimoni Cultural de la Generalitat.
Acadèmic de número de la Reial Acadèmia de Bones Lletres de Barcelona (discurs d'ingrés realitzar el 19 de desembre de 2006) i de la Reial Acadèmia de Doctors (discurs d'ingrés realitzat el 12 de gener de 2008), ha dirigit, com a redactor en cap, la revista Estudis Històrics i Documents dels Arxius de Protocols (els volums IV i XII, de 1974 i 1984, respectivament) i la Miscel·lània d'Estudis Solivellencs. És membre del Consell de redacció de la Revista de Catalunya, del Consell Editorial del Diari de Sant Cugat, del Comitè d'Edició de Textos Jurídics Catalans i del Patronat dels castells de Miravet, Ciutadilla i Maldà.